# Kuniva
Von Carlisle, meglio noto come Kuniva, Hanz G o Rondell Beene (Detroit, 10 dicembre 1976), è un rapper statunitense.
Fa parte del gruppo hip hop D12, con cui ha lavorato negli album Devil's Night e D12 World.
Con il più celebre membro dei D12, Eminem, ha collaborato al suo primo lavoro underground Infinite. Con Kon Artis fa anche parte della crew Da Brigade, ed è il cofondatore dell'etichetta discografica Runyon Ave. Records, che prende il nome da Runyon Avenue a Detroit.
Nel 2005 è apparso con molti altri D12 nel film The Longest Yard, nel ruolo di un carcerato.
Nei lavori del suo gruppo, Kuniva si nasconde occasionalmente dietro l'alter ego Rondell Beene, rumoroso magnaccia di Chicago con denti finti e una voce grave. Inoltre è ritenuto il più aggressivo membro dei D12, con testi come:
We as deep as a motherfucker, we bout to get it crunk

You just another punk in the club about to get jumped

I settle my vendettas wit AKs, barettas

We ain't 'posed to be in here wit' our weapons but still they let us

Switch blade, brass knuckles, nickel plated belt buckles

Broken beer bottles, when we walk in you can smell trouble

Elbows flyin', bitches cryin', niggaz bleedin'

You retreatin, running to your car and skatin off, we G'ing

We make examples outta you haters running yo' mouth,

We the reason why your peoples are pourin they forties out. - D12, “40oz”